# General (Indija)

General je najvišji generalski (štirizvezdni) vojaški čin Indijske kopenske vojske, ki v sklopu Natovega standarda STANAG 2116 sodi v razred OF-9. Čin je bil neposredno prevzet po istem britanskem činu, pri čemer so zamenjali krono z narodnim grbom Indije in tudi preoblikovali zvezdo.
Nadrejen je činu generalporočnika in podrejen činu feldmaršala. Enakovreden je činu zračnega glavnega maršala Indijskega vojnega letalstva in činu admirala flote Indijske vojne mornarice. 
Oznaka čina je sestavljena iz prekrižane sablje in maršalske palice, ene zvezde in narodnega grba Indije.